# Liste der Kulturdenkmäler in Boppard
In der Liste der Kulturdenkmäler in Boppard sind alle Kulturdenkmäler der rheinland-pfälzischen Stadt Boppard einschließlich der Stadt- und Ortsteile Bad Salzig, Buchenau, Buchholz, Fleckertshöhe, Herschwiesen, Hirzenach, Holzfeld, Oppenhausen, Rheinbay, Weiler und Windhausen aufgeführt. Im Stadtteil Udenhausen und den Ortsteilen Hübingen und Ohlenfeld sind keine Kulturdenkmäler ausgewiesen. Grundlage ist die Denkmalliste des Landes Rheinland-Pfalz (Stand: 27. Oktober 2023).

## Boppard

### Denkmalzonen
| Bezeichnung                           | Lage                        | Baujahr  | Beschreibung | Bild                           |
| ------------------------------------- | --------------------------- | -------- | --- | ------------------------------ |
| Denkmalzone Kloster Marienberg        | Marienberger Hohl 1 Lage    | 1739–53  | ehemaliges Benediktinerinnenkloster; barocke Klosteranlage; Vierflügelanlage mit Turm, Äbtissinnenbau mit Säulenportal, Prioratbau, Viehhaus, 1739–53, Architekt Thomas Neurohr, Tirol; Parkanlage | weitere Bilder Fotos hochladen |
| Denkmalzone ehemaliger Königshof      | Koblenzer Straße 248 Lage   | um 1890  | sogenannte Königsvilla, zweiflügeliger gotisierender Backsteinbau, um 1890; Kutscherhaus, 1½-geschossiger Backsteinbau, teilweise Fachwerk, Krüppelwalmdach; Takenplatte, 18. Jahrhundert; bauliche Gesamtanlage mit Garten | BW                             |
| Denkmalzone Römisches Kastell Boppard | Kirchgasse, Mergstraße Lage | nach 364 | wohl nach 364 bis 375, Römerturm | weitere Bilder Fotos hochladen |
| Denkmalzone Hunsrückbahn              | westlich der Ortslage Lage  | 1906–08  | Teilstück der 1906–08 errichteten Strecke, eines der steilsten Streckenstücke der Preußischen Staatsbahn; zwei Viadukte: Rauschenlochviadukt (Streckenkilometer 49,4) und Hubertusviadukt (150 m Länge, Streckenkilometer 49,6); fünf Tunnel: Hinterburden-Tunnel 1 (Streckenkilometer 48,0), Hinterburden-Tunnel 2 (Streckenkilometer 48,3), Rauerberg-Tunnel (Streckenkilometer 49,9), Talberg-Tunnel (Streckenkilometer 50,2) und Kalmut-Tunnel (Streckenkilometer 51,1); weitere Abschnitte zu Emmelshausen, Halsenbach und Kratzenburg | weitere Bilder Fotos hochladen |

### Einzeldenkmäler
| Bezeichnung                                                   | Lage                                                  | Baujahr                              | Beschreibung | Bild                           |
| ------------------------------------------------------------- | ----------------------------------------------------- | ------------------------------------ | --- | ------------------------------ |
| Stadtmauer                                                    |                                                       | 12. Jahrhundert                      | Reste des römischen Kastells, wohl nach 364 bis 375, Römerturm; mittelalterliche Stadtbefestigung, erste Erweiterung des römischen Kastells um das Friesenviertel, 12. Jahrhundert, nach 1327 bis in die Mitte des 14. Jahrhunderts Bau der Mauern um Ober- und Niederstadt; bauliche Gesamtanlage - Sand- oder Eisbrechertor, Torturm mit sogenannter Nikolauskanzel und Grabplatten; - Reste des Bingertors; - Südmauer fast in ursprünglicher Höhe erhalten; - Burgplatz 1 und 3 (siehe dort); - Säuerlingsturm, 1906–08 teilweise abgebrochen und wiederaufgebaut (siehe dort); - Ebertor, abgewalmtes Mansarddach, um 1750; Grabplatte von 1595, Wappenstein, drittes Viertel des 17. Jahrhunderts; - Ecke Rheinallee/Bahnhofstraße 2: 15 m langes Mauerstück (siehe dort); - Hospitaltor, ursprünglich dreigeschossiger Torturm, Mitte des 18. Jahrhunderts umgestaltet mit Mansarddach; - Kronentor, Torturm, zwei gekuppelte Fenster, 17. Jahrhundert; zweites Obergeschoss Fachwerk, 18. Jahrhundert; dreigeschossiges Fachwerkhaus, teilweise massiv, verputzt, im Kern aus dem 17. Jahrhundert, im 18. Jahrhundert umgestaltet; - Lilientor, bezeichnet 1857 (Wiederherstellung) mit späthistoristischem Erkerbau, 1896 | weitere Bilder Fotos hochladen |
| Kleines Hospital „Gotteshaus“                                 | Am Alten Posthof 2 Lage                               | 16. Jahrhundert                      | später Alte Posthalterei; hakenförmiger Fachwerkbau, teilweise massiv, Walmdach; im Kern wohl aus dem 16. Jahrhundert, im 17. und 18. Jahrhundert umgestaltet | weitere Bilder Fotos hochladen |
| Evangelische Christuskirche                                   | Angertstraße Lage                                     | 1850–52                              | kreuzförmiger romanisierender Saalbau mit Säulenvorhalle, 1850–52, Bauinspektor Althoff, Koblenz; Erweiterung und Westturm 1885–87 | weitere Bilder Fotos hochladen |
| Haus Bethesda                                                 | Auf der Zeil 20b Lage                                 | 1858/59                              | Putzbau, Treppenturm, 1858/59, Erweiterung 1904 | BW                             |
| Stadtmauerrest                                                | Bahnhofstraße, bei Nr. 2 Lage                         |                                      | Rest der Stadtmauer seitlich des Hauses an der Rheinallee | Fotos hochladen                |
| Kellereigebäude                                               | Binger Gasse 18 Lage                                  | um 1860                              | neugotisches Kellereigebäude, Backstein, um 1860 | Fotos hochladen                |
| Wohnhaus                                                      | Binger Gasse 21 Lage                                  | um 1870                              | stattliches klassizistisches Wohnhaus, zweigeschossiger Putzbau, um 1870 | Fotos hochladen                |
| Holzkonsolen                                                  | Binger Gasse, an Nr. 34 Lage                          | 1607                                 | zwei skulptierte Holzkonsolen (Adam und Eva), bezeichnet 1607 | Fotos hochladen                |
| Haus Sabelshöhe                                               | Buchholzer Straße 4 Lage                              | um 1900                              | Villa, um 1900; bauliche Gesamtanlage mit Garten | BW                             |
| Wohnhaus                                                      | Burdengasse 1 Lage                                    | 1681                                 | Fachwerkhaus, teilweise massiv, bezeichnet 1681 | Fotos hochladen                |
| Wohnhaus                                                      | Burdengasse 7 Lage                                    | 17. Jahrhundert                      | Krüppelwalmdachbau, Fachwerk verputzt, 17. Jahrhundert | BW                             |
| Wohn- und Geschäftshaus                                       | Burgplatz 1 Lage                                      | 19. Jahrhundert                      | dreigeschossiger Putzbau, 19. Jahrhundert, Teil der Stadtmauer | Fotos hochladen                |
| Kurfürstliche Burg                                            | Burgplatz 2 Lage                                      | nach 1312                            | Vierflügelanlage mit zwei Rundtürmen, Nordflügel verlängert, Bergfried, bald nach 1312, 1499 nach Brand und im 17. Jahrhundert verändert; am Ostflügel und am ehemaligen Zollhaus Wappen der Trierer Erzbischöfe Karl Kaspar von der Leyen (1652–72) und Johann Hugo von Orsbeck (1672–1711) | weitere Bilder Fotos hochladen |
| Hotel „Römerburg“                                             | Burgplatz 3 Lage                                      | um 1910                              | zweigeschossiger Massivbau, um 1910; Teil der Stadtmauer | weitere Bilder Fotos hochladen |
| Wohn- und Geschäftshaus                                       | Burgstraße 2 Lage                                     | um 1880                              | Backsteineckbau, jetzt verputzt, um 1880, Ladenlokal, um 1928 | Fotos hochladen                |
| Wohn- und Geschäftshaus                                       | Eltzerhofstraße 2 Lage                                | um 1900/10                           | dreigeschossiger Putzbau, teilweise Fachwerk, um 1900/10 | BW                             |
| Hotel „Zum Römer“                                             | Eltzerhofstraße 21 Lage                               | zweite Hälfte des 17. Jahrhunderts   | Fachwerkhaus, teilweise massiv, verputzt, zweite Hälfte des 17. Jahrhunderts | weitere Bilder Fotos hochladen |
| Wohn- und Geschäftshaus                                       | Eltzerhofstraße 25 Lage                               | 1925                                 | Mansardwalmdachbau, bezeichnet 1925 | weitere Bilder Fotos hochladen |
| Villa                                                         | Flogtstraße 48 Lage                                   | um 1900                              | Backsteinvilla, um 1900 | Fotos hochladen                |
| Postamt                                                       | Heerstraße 177 Lage                                   | 1895                                 | ehemaliges Postamt; neuromanischer Putzbau, 1895 | Fotos hochladen                |
| Säuerlingsturm                                                | Heerstraße, neben Nr. 195 Lage                        |                                      | Rundturm an der Südwestecke der durch den Bau der Eisenbahn gestörten Befestigung der Niederstadt, 1906–08 teilweise abgebrochen und wiederaufgebaut; Teil der Stadtmauer | Fotos hochladen                |
| Wohnhaus                                                      | Hintergasse 3 Lage                                    | 1551                                 | stattliches Fachwerkhaus, bezeichnet 1551 und 1553, Giebel und Dach aus dem 19. Jahrhundert | Fotos hochladen                |
| Wohnhaus                                                      | Humperdinckstraße 12 Lage                             | um 1890                              | Putzbau, teilweise Fachwerk im Stil des 17. Jahrhunderts, um 1890 | Fotos hochladen                |
| Wohnhaus                                                      | Humperdinckstraße 14 Lage                             | um 1910                              | Putzbau mit schwachen Giebelrisaliten, um 1910 | Fotos hochladen                |
| Humperdinckschlösschen                                        | Humperdinckstraße 25 Lage                             | um 1870                              | spätklassizistische Villa, um 1870, von 1897 bis 1900 Hauptwohnsitz des Komponisten Engelbert Humperdinck; bauliche Gesamtanlage mit Park | Fotos hochladen                |
| Katholische Karmeliterkirche und ehemaliges Karmeliterkloster | Karmeliterstraße Lage                                 | 1320                                 | Katholische Karmeliterkirche und ehemaliges Karmeliterkloster; ursprünglich turmloser Saalbau, 1320 in Bau, Seitenschiff 1439–44; Kloster, schlichte Barockanlage, bezeichnet 1730; bauliche Gesamtanlage | weitere Bilder Fotos hochladen |
| Hotel „Karmeliterhof“                                         | Karmeliterstraße 1/3 Lage                             | nach 1867                            | ehemaliges Hotel „Karmeliterhof“; dreigeschossiges Doppelhaus im Stil der Tudorgotik, nach 1867 | weitere Bilder Fotos hochladen |
| Stucktondo                                                    | Koblenzer Straße, an Nr. 194 Lage                     | Mitte des 19. Jahrhunderts           | Stucktondo mit allegorischer Frauenfigur, Mitte des 19. Jahrhunderts | Fotos hochladen                |
| Villa                                                         | Koblenzer Straße 205 Lage                             | um 1900                              | Villa, teilweise Fachwerk (Backsteingefache), Rundturm, Heimatstil, um 1900 | Fotos hochladen                |
| Villa                                                         | Koblenzer Straße 236 Lage                             | um 1900                              | Backsteinvilla mit Sandsteingliederung, Neurenaissance, um 1900 | Fotos hochladen                |
| Wohnhaus                                                      | Kreuzweg 1 Lage                                       | 1737                                 | Fachwerkbau, Mansarddach, bezeichnet 1737, verschieferter Westflügel mit Turm, 19. Jahrhundert | Fotos hochladen                |
| Weiße Villa                                                   | Kreuzweg 2-4 Lage                                     | 1875                                 | repräsentative Villa; klassizistischer Bau mit Turm, 1875; bauliche Gesamtanlage mit Garten | Fotos hochladen                |
| Gartenpavillon                                                | Kreuzweg 6a-6c Lage                                   | um 1890/1900                         | Gartenpavillon in Neurenaissanceformen, um 1890/1900 | BW                             |
| Schunk’sches Kreuz                                            | Kreuzweg, Ecke Rheinallee Lage                        | 1739                                 | Kreuzigungsgruppe, bezeichnet 1739 | weitere Bilder Fotos hochladen |
| Katholische Pfarrkirche St. Severus                           | Kronengasse 3 Lage                                    | erstes Viertel des 12. Jahrhunderts  | ehemalige Stiftskirche; dreischiffige Emporenbasilika, erste Hälfte des 13. Jahrhunderts, Chorflankentürme eventuell noch aus dem ersten Viertel des 12. Jahrhunderts; außen Kreuzigungsgruppe des ehemaligen Friedhofs, bezeichnet 1516 | weitere Bilder Fotos hochladen |
| Wohnhaus                                                      | Kronengasse 8 Lage                                    | 16. Jahrhundert                      | dreigeschossiges Fachwerkhaus, teilweise massiv, Krüppelwalmdach, 16. Jahrhundert | weitere Bilder Fotos hochladen |
| Franziskanerinnenkloster St. Martin                           | Mainzer Straße 8 Lage                                 | 1766–68                              | ehemalige Franziskanerinnenkloster St. Martin; Klosterkirche Saalbau, 1766–68, Portal mit neugotischer Johannesskulptur; Westflügel der ehemaligen Klostergebäude, im Kern aus dem 18. Jahrhundert, im 19. und 20. Jahrhundert verändert, Nordflügel aus dem 19. Jahrhundert | weitere Bilder Fotos hochladen |
| Hohes Kreuz                                                   | Mainzer Straße, bei Nr. 8 am Rheinufer Lage           | 1620                                 | sogenanntes Hohes Kreuz, bezeichnet 1620, 1947 nach Zerstörung erneuert | BW                             |
| Fassade                                                       | Mainzer Straße, an Nr. 15 Lage                        | um 1870                              | Putzfassade einer Villa, um 1870 | Fotos hochladen                |
| Villa                                                         | Mainzer Straße 16/18 Lage                             | um 1890                              | stattliche Doppelvilla, Mezzanin, um 1890; bauliche Gesamtanlage mit Garten | Fotos hochladen                |
| Villa                                                         | Mainzer Straße 17 Lage                                | um 1870                              | Villa, toskanischer Stil, um 1870; bauliche Gesamtanlage mit Garten | Fotos hochladen                |
| Villa                                                         | Mainzer Straße 20 Lage                                | um 1870                              | Backsteinvilla, Neurenaissance, um 1870; bauliche Gesamtanlage mit Garten | Fotos hochladen                |
| Kant-Gymnasium                                                | Mainzer Straße 24 Lage                                |                                      | dreigeschossiger zweiflügeliger Putzbau, Neurenaissance, 1903–06, Erweiterung 1945; zweigeschossiger Direktorenwohntrakt | weitere Bilder Fotos hochladen |
| Villa                                                         | Mainzer Straße 29 Lage                                | 1863                                 | gotisierende Backsteinvilla, dreigeschossiger polygonaler Eckturm, 1863; bauliche Gesamtanlage mit Garten | Fotos hochladen                |
| Villa                                                         | Mainzer Straße 40 Lage                                | um 1902                              | Backsteinvilla, Mansardwalmdach, um 1902; bauliche Gesamtanlage mit Garten | Fotos hochladen                |
| Villa                                                         | Mainzer Straße 41 Lage                                | um 1890                              | Villa, um 1890; bauliche Gesamtanlage mit Garten | Fotos hochladen                |
| Villa                                                         | Mainzer Straße 46 Lage                                | um 1875                              | spätklassizistische Villa, um 1875; bauliche Gesamtanlage mit Garten | Fotos hochladen                |
| Villa                                                         | Mainzer Straße 54 Lage                                | um 1870                              | spätklassizistische Putzvilla, Mezzanin, um 1870; bauliche Gesamtanlage mit Garten | Fotos hochladen                |
| Villa                                                         | Marienberger Straße 7 Lage                            | um 1905                              | neugotische Villa, um 1905 | Fotos hochladen                |
| Brunnen                                                       | Marktplatz Lage                                       | 1854                                 | Brunnen, Basaltlava, bezeichnet 1854 | weitere Bilder Fotos hochladen |
| Wohn- und Geschäftshaus                                       | Marktplatz 2 Lage                                     | um 1860                              | Putzbau mit gerundeter Ecke, um 1860 | Fotos hochladen                |
| Wohn- und Geschäftshäuser                                     | Marktplatz 3/4 Lage                                   | 16. Jahrhundert                      | Nr. 3 viergeschossiges Fachwerkhaus, 16. Jahrhundert; Nr. 4 viergeschossiges Fachwerkhaus, teilweise massiv, im Kern spätgotisch, im 18. Jahrhundert weitgehend erneuert | weitere Bilder Fotos hochladen |
| Gasthaus „Ratsstube“                                          | Marktplatz 5 Lage                                     | 1905                                 | Fachwerkhaus, bezeichnet 1905 | weitere Bilder Fotos hochladen |
| Wohnhaus                                                      | Marktplatz 6 Lage                                     | 17. Jahrhundert                      | dreigeschossiges Fachwerkhaus, teilweise massiv, verputzt, im Kern wohl aus dem 17. Jahrhundert | weitere Bilder Fotos hochladen |
| Altes Rathaus                                                 | Marktplatz 17 Lage                                    | 1884/85                              | Backsteinbau, Neurenaissance, 1884/85 | weitere Bilder Fotos hochladen |
| Wohnhaus                                                      | Michael-Bach-Straße 1 Lage                            | um 1870                              | spätklassizistischer Putzbau, Eckstanderker, um 1870 | BW                             |
| Wohnhaus                                                      | Michael-Bach-Straße 2 Lage                            | um 1870                              | repräsentativer Walmdachbau, um 1870 | BW                             |
| Fondels Mühle                                                 | Mühltal 8 Lage                                        | um 1760/62                           | Fachwerkhaus, teilweise massiv, turmartiges Risalit, Mansardwalmdach, um 1760/62; Fachwerkhaus, Walmdach, 19. Jahrhundert; bauliche Gesamtanlage | Fotos hochladen                |
| Heiligenhäuschen                                              | Mühltal, bei Nr. 42 Lage                              |                                      | Heiligenhäuschen mit barocker Muttergottes | BW                             |
| Haus zum Heiligen Geist                                       | Niederstadtstraße 5 Lage                              | 16. Jahrhundert                      | Fachwerkhaus, teilweise massiv, verputzt, im Kern wohl aus dem 16. Jahrhundert, Umbau im 18. Jahrhundert, bezeichnet 1732 | Fotos hochladen                |
| Wohnhaus                                                      | Niederstadtstraße 7 Lage                              | 1655                                 | dreigeschossiges Fachwerkhaus, teilweise massiv, bezeichnet 1655; zweigeschossiger Seitenflügel, teilweise Fachwerk, 18. Jahrhundert | weitere Bilder Fotos hochladen |
| Wohnhaus                                                      | Niederstadtstraße 8 Lage                              | 17. Jahrhundert                      | Fachwerkhaus, Krüppelwalmdach, 17. Jahrhundert; Hochwassermarken, u. a. 1683, 1784; im Garten Reststück der Stadtmauer (siehe dort) | Fotos hochladen                |
| Wohnhaus                                                      | Oberstraße 58 Lage                                    | nach 1885                            | stattlicher Backsteinbau, nach 1885 | Fotos hochladen                |
| Geschäftshaus                                                 | Oberstraße 62 Lage                                    | 1903                                 | ehemalige Übungsschule des katholischen Lehrerseminars (siehe Rheinallee 24); gotisierender Putzbau, 1903; angrenzend Mauer mit vergiebeltem Portal | Fotos hochladen                |
| Hotel „Deutsches Haus“                                        | Oberstraße 86 Lage                                    | 1912                                 | dreigeschossiger Putzbau, polygonaler Eckerkerturm, Krüppelwalmdach, bezeichnet 1912 | Fotos hochladen                |
| Bodenbachs’ches Haus                                          | Oberstraße 90 Lage                                    | vor 1615                             | reiches dreigeschossiges Fachwerkhaus mit Holzlaube, im Kern wohl spätmittelalterlich, durchgreifender Umbau bezeichnet 1615 | weitere Bilder Fotos hochladen |
| Wohn- und Geschäftshaus                                       | Oberstraße 92 Lage                                    | 1906                                 | Wohn- und Geschäftshaus, Jugendstil, 1906 | BW                             |
| Wasserfasshof                                                 | Oberstraße 115 Lage                                   | Mitte des 16. Jahrhunderts           | auch Arche; zweiflügeliges Fachwerkhaus, teilweise massiv, im Kern aus der Mitte des 16. Jahrhunderts, Umbau und Erweiterung bezeichnet 1623/24, Stallanbau des 19. Jahrhunderts; Grabstein | Fotos hochladen                |
| Eltzer Hof                                                    | Oberstraße 140/142 Lage                               | 1566                                 | Krüppelwalmdachbau, Fachwerk, teilweise massiv, verputzt, spätgotische Profile, bezeichnet 1566; barocker Mansardwalmdachbau, um 1738, mit Altbau durch Gang auf der Stadtmauer verbunden; bauliche Gesamtanlage, teilweise auf römischer Stadtmauer | weitere Bilder Fotos hochladen |
| Wohnhaus                                                      | Oberstraße 147 Lage                                   | 18. Jahrhundert                      | Fachwerkhaus, teilweise massiv, Mansardwalmdach, 18. Jahrhundert | weitere Bilder Fotos hochladen |
| Votivkreuz                                                    | Orgelbornstraße 21 Lage                               | 1735                                 | Votivkreuz, Basalt, bezeichnet 1735 | BW                             |
| Evangelisches Pfarramt                                        | Pastorsgasse 9a–c Lage                                | Ende des 18. Jahrhunderts            | ehemaliges evangelisches Pfarramt; zehnachsiger frühklassizistischer Putzbau, Zwerchhaus mit Palladiana, Ende des 18. Jahrhunderts | Fotos hochladen                |
| Wohnhaus                                                      | Pützgasse 21 Lage                                     | 16. Jahrhundert                      | dreigeschossiges Fachwerkhaus, teilweise massiv, verputzt, im Kern aus dem 16. Jahrhundert | Fotos hochladen                |
| Unfallkreuz                                                   | Rheinallee, bei Nr. 6 Lage                            | 18. Jahrhundert                      | Unfallkreuz, Basaltlava, wohl aus dem 18. Jahrhundert | BW                             |
| Villa                                                         | Rheinallee 19 Lage                                    | um 1910/20                           | neubarocke Mansarddach-Villa, Treppenturm, um 1910/20; bauliche Gesamtanlage mit Gitter und großem Park | weitere Bilder Fotos hochladen |
| Gemeindezentrum St. Michael                                   | Rheinallee 22 Lage                                    |                                      | ehemaliges bischöfliches Alumnat St. Michael; siebenachsiger Putzbau mit dreigeschossiger Schaufront, Neurenaissance, 1902–04, Architekt Joseph Mockenhaupt, Mayen | weitere Bilder Fotos hochladen |
| Ritter-Schwalbach-Haus                                        | Rheinallee 23 Lage                                    | 13. Jahrhundert                      | spätgotisches Burghaus; dreigeschossiger Walmdachbau, Treppenturm, im Kern wohl aus dem 13. Jahrhundert | weitere Bilder Fotos hochladen |
| Franziskanerkloster und Lehrerseminar                         | Rheinallee 24 Lage                                    | 1683–86                              | ehemaliges Franziskanerkloster mit Klosterkirche und ehemaliges Lehrerseminar, jetzt Bundesakademie für öffentliche Verwaltung; Treppenhaus des Klosters in das 1864–68 erbaute Lehrerseminar einbezogen; Lehrerseminar: unregelmäßige dreieinhalbgeschossige Vierflügelanlage, Putzbauten mit neugotischen Treppengiebeln; Kirche: langgestreckter turmloser Saalbau, 1683–86, gotisierender Barock; zugehörig die ehemalige Übungsschule (siehe Oberstraße 62) | Fotos hochladen                |
| Knoodt’sches Haus                                             | Rheinallee 26 Lage                                    | 1778                                 | siebenachsiger Putzbau, bezeichnet 1778, Architekt eventuell Nikolaus Lauxen, Koblenz, Erweiterung 1896 | Fotos hochladen                |
| Jägerhaus                                                     | Rheinallee 37 Lage                                    | 1708                                 | stattliches barockes Wohnhaus von 1708 mit älterem Kern (1513) mit Teilen der hochmittelalterlichen Stadtmauer; stadtbildprägend | Fotos hochladen                |
| Katholisches Pfarrhaus                                        | Rheinallee 44 Lage                                    | 1901                                 | dreigeschossiger Putzbau, Neurokoko, 1901 | Fotos hochladen                |
| Josefshaus                                                    | Rheinallee 46 Lage                                    | 1863–65                              | ehemaliges Waisenhaus, heute Gebäudeflügel des Seniorenheims zum Heiligen Geist; ursprünglich zweigeschossiger Putzbau, 1863–65, 1886/87 erweitert, 1901/02 erhöht | Fotos hochladen                |
| Denkmal                                                       | Rheinallee, vor Nr. 50 Lage                           | 1915                                 | reliefierte Giebelstele, Kunststein, bezeichnet 1915, Gedeon von der Heide | weitere Bilder Fotos hochladen |
| Hotel „Rheinvilla“                                            | Rheinallee 51 Lage                                    | um 1865/70                           | repräsentativer Walmdachbau, klassizistisches Giebelportal, um 1865/70; bauliche Gesamtanlage mit Garten | Fotos hochladen                |
| Villa                                                         | Rheinallee 52 Lage                                    | um 1865/70                           | zweieinhalbgeschossige Villa, um 1865/70; bauliche Gesamtanlage mit Garten | Fotos hochladen                |
| Villa                                                         | Rheinallee 53 Lage                                    | um 1865/70                           | zweieinhalbgeschossige Villa, um 1865/70; bauliche Gesamtanlage mit Garten | Fotos hochladen                |
| Villa Belgrano                                                | Rheinallee 55 Lage                                    | 1890                                 | repräsentativer Backsteinbau, Neurenaissance, 1890; bauliche Gesamtanlage mit Garten | weitere Bilder Fotos hochladen |
| Wohnhaus                                                      | Ritter-Schwalbach-Straße 1 Lage                       | um 1900                              | Putzbau, teilweise Zierfachwerk, um 1900 | Fotos hochladen                |
| Wohnhaus                                                      | Sabelstraße 26 Lage                                   | um 1900/10                           | Putzbau, teilweise Fachwerk, reicher Jugendstildekor, um 1900/10 | BW                             |
| Haus Sabelsberg                                               | Sabelstraße 27 Lage                                   | 1910                                 | ehemalige Berufsfachschule St. Carolus; ursprünglich Villa mit Park und Torhaus, 1910; burgartiger Putzbau, Treppenturm, Torhaus, teilweise Fachwerk; bauliche Gesamtanlage mit Garten und Torhaus | weitere Bilder Fotos hochladen |
| Wohnhaus                                                      | Sabelstraße 28 Lage                                   | um 1910                              | Putzbau, reicher Jugendstildekor, um 1910 | BW                             |
| Templerhaus                                                   | Seminarstraße ohne Nummer Lage                        | zweites Viertel des 13. Jahrhunderts | spätstaufischer Putzbau, zweites Viertel des 13. Jahrhunderts, 1896 als Kapelle in die Ursulinenschule integriert und neuromanisch erweitert, Umbau 1956, dreigeschossiger turmartiger Putzbau mit drei spätromanischen Doppelarkadenfenstern | weitere Bilder Fotos hochladen |
| Villa                                                         | Simmerner Straße 12 Lage                              | um 1865                              | Backsteinvilla, um 1865 | Fotos hochladen                |
| Villa                                                         | Simmerner Straße 19 Lage                              | um 1890                              | Villa, um 1890 | Fotos hochladen                |
| Wohnhaus                                                      | Steinstraße 31 Lage                                   | zweite Hälfte des 17. Jahrhunderts   | Fachwerkhaus, zweite Hälfte des 17. Jahrhunderts, Erweiterung im 18. Jahrhundert | weitere Bilder Fotos hochladen |
| Villa                                                         | Untere Fraubachstraße 1 Lage                          | um 1865/70                           | Villa mit Hausturm, um 1865/70 | BW                             |
| Wohnhaus                                                      | Untere Marktstraße 5 Lage                             | 17. Jahrhundert                      | dreigeschossiges Fachwerkhaus, 17. Jahrhundert | weitere Bilder Fotos hochladen |
| Wohnhaus                                                      | Untere Marktstraße 7 Lage                             | 16. Jahrhundert                      | viergeschossiges Fachwerkhaus, im Kern aus dem 16. Jahrhundert, Veränderung bezeichnet 1767 | weitere Bilder Fotos hochladen |
| Wohnhaus                                                      | Untere Marktstraße 8 Lage                             | 17. Jahrhundert                      | dreigeschossiges Fachwerkhaus, verputzt, im Kern aus dem 17. Jahrhundert | weitere Bilder Fotos hochladen |
| Wohnhaus                                                      | Untere Marktstraße 9 Lage                             | 17. Jahrhundert                      | dreigeschossiges Fachwerkhaus, teilweise massiv, verputzt, 17. Jahrhundert | weitere Bilder Fotos hochladen |
| Wohnhaus                                                      | Untere Marktstraße 10 Lage                            | zweite Hälfte des 16. Jahrhunderts   | Fachwerkhaus, zweite Hälfte des 16. Jahrhunderts | weitere Bilder Fotos hochladen |
| Wohnhaus                                                      | Untere Marktstraße 11 Lage                            | 17. Jahrhundert                      | dreigeschossiges, verputztes Fachwerkhaus, im Kern aus dem 17. Jahrhundert | weitere Bilder Fotos hochladen |
| Wohn- und Geschäftshaus                                       | Untere Marktstraße 24 Lage                            | 16. Jahrhundert                      | viergeschossiges Fachwerkhaus, 16. Jahrhundert, Mansarddach aus dem dritten Drittel des 18. Jahrhunderts | weitere Bilder Fotos hochladen |
| Weinhaus „Heilig Grab“                                        | Zelkesgasse 12 Lage                                   | um 1800                              | Putzbau, um 1800 | Fotos hochladen                |
| Meilenstein                                                   | nördlich der Ortslage an der B 9 nach Spay Lage       | 1818                                 | preußischer Ganzmeilenstein, Obelisk mit seitlichen Sitzbändken, 1818 | Fotos hochladen                |
| Kreuzbergkapelle                                              | südlich der Ortslage auf dem Kreuzberg Lage           | 1709–24                              | Kreuzbergkapelle mit Kreuzweg; Kreuzwegstationen 1851/52; Kapelle, 1709–24; Wegekreuz, bezeichnet 1760; Forsthaus, Fachwerkbau, teilweise massiv, bezeichnet 1769, Erweiterung im 19. und 20. Jahrhundert; bauliche Gesamtanlage | Fotos hochladen                |
| Stang’sches Kreuz                                             | südlich der Ortslage auf dem Kreuzberg Lage           | 1760                                 | Wegekreuz, bezeichnet 1760 | BW                             |
| Meilenstein                                                   | südöstlich der Ortslage an der B 9 nach St. Goar Lage | 1818                                 | preußischer Ganzmeilenstein, Obelisk mit seitlichen Sitzbänken, Basalt, 1818 | Fotos hochladen                |
| Portal                                                        | nördlich der Ortslage; an Jakobsberger Hof 1 Lage     | 1601                                 | Basaltportal des ehemaligen Klostergebäudes, bezeichnet 1601 | BW                             |
| Jakobskapelle                                                 | nördlich der Ortslage; an Jakobsberger Hof 1 Lage     |                                      | Saalbau, im Kern nachmittelalterlich, Umbau im 18. und 19. Jahrhundert; Wegekreuz, Gusseisen, Ende des 19. Jahrhunderts; Astkreuz, Anfang des 20. Jahrhunderts; 15 Grenzsteine | Fotos hochladen                |

### Ehemalige Kulturdenkmäler
| Bezeichnung | Lage             | Baujahr         | Beschreibung                                                                         | Bild |
| ----------- | ---------------- | --------------- | ------------------------------------------------------------------------------------ | ---- |
| Wohnhaus    | Pützgasse 1 Lage | 18. Jahrhundert | Fachwerkhaus, teilweise massiv, verputzt, 18. Jahrhundert; aus Denkmalliste gelöscht | BW   |

## Bad Salzig

### Einzeldenkmäler
| Bezeichnung                          | Lage                                                          | Baujahr                           | Beschreibung | Bild                           |
| ------------------------------------ | ------------------------------------------------------------- | --------------------------------- | --- | ------------------------------ |
| Bahnhof Boppard-Bad Salzig           | Am Bahnhof 4 Lage                                             | 1937                              | winkelförmige Schieferbruchsteinbaugruppe, bestehend aus Empfangsgebäude, Packhalle und Nebengebäuden; heimatverbundener Stil, 1937 | Fotos hochladen                |
| Kreuzigungsgruppe                    | Bopparder Straße, bei Nr. 49 Lage                             | 19. Jahrhundert                   | Kreuzigungsgruppe, 19. Jahrhundert | BW                             |
| Wohnhaus                             | Dammigstraße 16 Lage                                          | erste Hälfte des 19. Jahrhunderts | Fachwerkhaus, teilweise massiv, erste Hälfte des 19. Jahrhunderts | BW                             |
| Hotel „Anker im Burgfrieden“         | Rheinbabenallee 1 Lage                                        | um 1925                           | Putzbau mit Altanvorbau, um 1925; Kruzifix, 18. Jahrhundert | Fotos hochladen                |
| Villa Frischauf                      | Rheinblick 4 Lage                                             | 1930                              | Villa, 1930, abgewalmtes Mansarddach, Naturschiefereindeckung, Bruchsteinkeller, Erdgeschoss in Massivbauweise, Obergeschoss Fachwerk. | Fotos hochladen                |
| Wohnhaus                             | Rheinuferstraße 2/2a Lage                                     | 1647                              | Fachwerkhaus, teilweise massiv, Mansarddach, Treppenturm, bezeichnet 1647 | BW                             |
| Badehaus                             | Salzbornstraße, zu Nr. 14 Lage                                | 1907                              | dreiteiliger Baukomplex, neubarocker Putzbau, 1907 | Fotos hochladen                |
| Katholisches Pfarrhaus               | St.-Ägidius-Straße 6 Lage                                     | 1905                              | Putzbau, teilweise Fachwerk, Heimatstil, 1905 | BW                             |
| Wegekreuz                            | Sterrenbergstraße, an Nr. 7 Lage                              | 1738                              | Wegekreuz, Holz, bezeichnet 1738 und 1813, Bronzekorpus 1930 erneuert | BW                             |
| Wappen                               | Sterrenbergstraße, an Nr. 15 Lage                             | 1743                              | Wappen, bezeichnet 1743 | BW                             |
| Katholische Pfarrkirche St. Aegidius | Weilerer Weg Lage                                             | 1899–1902                         | neugotische Staffelhalle, 1899–1902, Architekt Lambert von Fisenne, Gelsenkirchen; spätgotischer Westturm und Chor, 15. Jahrhundert; außen: Kruzifix, zweites Viertel des 15. Jahrhunderts; Ölberg, um 1480; auf dem Friedhof: 22 Grabkreuze, 16. bis 18. Jahrhundert; Grenzstein, Adlerwappen, bezeichnet 1607; bauliche Gesamtanlage mit Friedhof und Pfarrhaus | weitere Bilder Fotos hochladen |
| Myriameterstein                      | nördlich der Ortslage an der B 9 (Rheinkilometer 567,44) Lage | 1867                              | Kilometerstein XL der 1867 durchgeführten Rheinvermessung, kubischer Rotsandsteinblock mit pyramidenförmigem Anschluss | weitere Bilder Fotos hochladen |

## Buchenau

### Denkmalzonen
| Bezeichnung                       | Lage                                        | Baujahr                     | Beschreibung | Bild                           |
| --------------------------------- | ------------------------------------------- | --------------------------- | --- | ------------------------------ |
| Denkmalzone Judenfriedhof Boppard | nordwestlich der Ortslage an der L 210 Lage | Anfang des 17. Jahrhunderts | Anfang des 17. Jahrhunderts (?) eröffnet, 130 Grabsteine, hauptsächlich vom Ende des 19. und aus dem ersten Drittel des 20. Jahrhunderts, ältester von 1605 | weitere Bilder Fotos hochladen |

### Einzeldenkmäler
| Bezeichnung          | Lage                                                     | Baujahr | Beschreibung | Bild            |
| -------------------- | -------------------------------------------------------- | ------- | --- | --------------- |
| Friedhofsarchitektur | nördlich der Ortslage an der K 18, auf dem Friedhof Lage | ab 1724 | Friedhofsgebäude, 1875; Friedhofskreuz, Gusseisen, zweite Hälfte des 19. Jahrhunderts; Kreuz, 1724; Grabmal Johann Baptist Berger, um 1888, neugotisch, Grabmal Clara Berger, um 1888 | Fotos hochladen |
| Brücke               | nordwestlich der Ortslage an der L 210 Lage              | 1824    | Brücke, 1824, erneuert | BW              |

## Buchholz

### Einzeldenkmäler
| Bezeichnung                                | Lage                                    | Baujahr                           | Beschreibung                                                        | Bild            |
| ------------------------------------------ | --------------------------------------- | --------------------------------- | ------------------------------------------------------------------- | --------------- |
| Quereinhaus                                | Auf den Gärten 17 Lage                  | erste Hälfte des 19. Jahrhunderts | Quereinhaus, Fachwerk verputzt, erste Hälfte des 19. Jahrhunderts   | Fotos hochladen |
| Wohnhaus                                   | Heidestraße 27 Lage                     | um 1840                           | ehemalige Schule; Schieferbruchsteinbau, um 1840                    | Fotos hochladen |
| Ehemalige katholische Kirche St. Sebastian | Heidestraße 29 Lage                     | 1892–96                           | entwidmet, jetzt Büronutzung; neuromanischer Backsteinsaal, 1892–96 | Fotos hochladen |
| Wegekreuz                                  | westlich der Ortslage an der K 119 Lage | 1798                              | Wegekreuz, bezeichnet 1798                                          | Fotos hochladen |

## Fleckertshöhe

### Einzeldenkmäler
| Bezeichnung                  | Lage                              | Baujahr | Beschreibung               | Bild            |
| ---------------------------- | --------------------------------- | ------- | -------------------------- | --------------- |
| Katholische Kapelle St. Anna | Rheingoldstraße, bei Nr. 19a Lage | 1888    | neugotischer Putzbau, 1888 | Fotos hochladen |

## Herschwiesen

### Denkmalzonen
| Bezeichnung                                        | Lage                | Baujahr | Beschreibung | Bild                           |
| -------------------------------------------------- | ------------------- | ------- | --- | ------------------------------ |
| Denkmalzone Katholische Pfarrkirche St. Pankratius | Pankratiusring Lage |         | Ensemble aus katholischer Pfarrkirche St. Pankratius, Pfarrhaus mit Pfarrscheune (siehe Pankratiusring 6) und der den ehemaligen Friedhof umfassenden Ringmauer | weitere Bilder Fotos hochladen |

### Einzeldenkmäler
| Bezeichnung                            | Lage                                                      | Baujahr                     | Beschreibung | Bild                           |
| -------------------------------------- | --------------------------------------------------------- | --------------------------- | --- | ------------------------------ |
| Wohnhaus                               | Im Schießgraben 1 Lage                                    | 18. Jahrhundert             | Fachwerkhaus, Krüppelwalmdach, Backofenanbau, 18. Jahrhundert | BW                             |
| Katholische Pfarrkirche St. Pankratius | Pankratiusring Lage                                       | 1744–46                     | Saalbau, 1744–46, Baumeister Johann Neurohr, Tirol, zwei Skulpturen, um 1750, Bildhauer Joseph Kindtgen, Ehrenbreitstein                                                      | weitere Bilder Fotos hochladen |
| Pfarrhaus                              | Pankratiusring 6 Lage                                     | Anfang des 17. Jahrhunderts | ehemaliges Pfarrhaus; Fachwerkhaus, teilweise massiv, im Kern wohl vom Anfang des 17. Jahrhunderts, Umbau bezeichnet 1715, Erweiterung 1930; Fachwerkscheune, 18. Jahrhundert | Fotos hochladen                |
| Wohnhaus                               | Pankratiusring 21 Lage                                    | 1700                        | Fachwerkhaus, bezeichnet 1700 | Fotos hochladen                |
| Wegekreuz                              | südlich der Ortslage an der K 120 nach Windhausen Lage    | 1748                        | Wegekreuz, bezeichnet 1748 | BW                             |
| Wegekreuz                              | südöstlich der Ortslage an der K 120 nach Windhausen Lage | 1819                        | Wegekreuz, bezeichnet 1819 | Fotos hochladen                |

## Hirzenach

### Denkmalzonen
| Bezeichnung                                             | Lage                            | Baujahr   | Beschreibung | Bild                           |
| ------------------------------------------------------- | ------------------------------- | --------- | --- | ------------------------------ |
| Denkmalzone ehemalige Benediktinerpropstei in Hirzenach | Kirchstraße/Propsteistraße Lage | nach 1110 | ehemalige Benediktiner-Propsteikirche St. Maria und St. Johannes (siehe Katholische Kirche St. Bartholomäus), ehemaliges Propsteigebäude (siehe Propsteistraße 2) und ehemalige katholische Pfarrkirche St. Bartholomäus (siehe Kirchstraße 6) | weitere Bilder Fotos hochladen |
| Vorgeschichtliche Befestigungsanlage Hirzenach          | nördlich der Ortslage Lage      |           | Das Bodendenkmal aus der Eisenzeit befindet sich auf einem über dem Rhein gelegenen markanten Hochplateau und ist im südwestlichen Teil durch einen mächtigen Wall gesperrt, der noch mehrere Meter hoch erhalten ist.                         | weitere Bilder Fotos hochladen |

### Einzeldenkmäler
| Bezeichnung                         | Lage                          | Baujahr                           | Beschreibung | Bild                           |
| ----------------------------------- | ----------------------------- | --------------------------------- | --- | ------------------------------ |
| Katholische Kirche St. Bartholomäus | Kirchstraße Lage              | nach 1110                         | ehemalige Benediktiner-Propsteikirche;, romanische Pfeilerbasilika, wohl bald nach 1110 begonnen, Langhaus, Vierung, Vorchorjoch, Apsis und Turm-Untergeschoss aus dem ersten Viertel des 12. Jahrhunderts; Westfront und Turm-Obergeschosse aus dem frühen 13. Jahrhundert (um 1220/30); frühgotischer Chor; Hauptportal und Paradies um 1250; Kirchhof mit Grabkreuzen | weitere Bilder Fotos hochladen |
| Villa Brosius                       | Kirchstraße 6 Lage            |                                   | ehemalige Pfarrkirche St. Bartholomäus; Saalbau, Erweiterung im 19. Jahrhundert | Fotos hochladen                |
| Propsteigarten                      | Propsteistraße Lage           | erste Hälfte des 18. Jahrhunderts | Rechteck mit rechtwinklig angelegten Wegen mit Buchsbaumhecken, im Zentrum kleiner Springbrunnen; erste Hälfte des 18. Jahrhunderts | Fotos hochladen                |
| Katholisches Pfarrhaus              | Propsteistraße 2 Lage         |                                   | ehemaliges Propsteigebäude, jetzt katholisches Pfarrhaus; stattlicher barocker abgewalmter Mansarddachbau, bezeichnet 1716; vor dem Haupteingang Rest einer Brunnenanlage, bezeichnet 1569 | Fotos hochladen                |
| Wappen                              | Propsteistraße, an Nr. 6 Lage | 1664                              | Wappen, bezeichnet 1664 | BW                             |

## Holzfeld

### Denkmalzonen
| Bezeichnung                        | Lage                                                     | Baujahr                    | Beschreibung                                                         | Bild                           |
| ---------------------------------- | -------------------------------------------------------- | -------------------------- | -------------------------------------------------------------------- | ------------------------------ |
| Denkmalzone Judenfriedhof Holzfeld | nördlich der Ortslage; Distrikt Unterm Wingertsberg Lage | Mitte des 19. Jahrhunderts | Mitte des 19. Jahrhunderts eröffnet, 15 Grabsteine von 1847 bis 1924 | weitere Bilder Fotos hochladen |

### Einzeldenkmäler
| Bezeichnung         | Lage                    | Baujahr | Beschreibung                                                              | Bild |
| ------------------- | ----------------------- | ------- | ------------------------------------------------------------------------- | ---- |
| Evangelische Kirche | Röhrenbornstraße 1 Lage | 1769    | Saalbau, 1769, mittelalterlicher Turm; bauliche Gesamtanlage mit Friedhof | BW   |

## Oppenhausen

### Einzeldenkmäler
| Bezeichnung | Lage                                                              | Baujahr | Beschreibung                            | Bild            |
| ----------- | ----------------------------------------------------------------- | ------- | --------------------------------------- | --------------- |
| Wegekapelle | nordöstlich der Ortslage an der Kreuzung von K 120 und K 119 Lage | 1850    | Schieferbruchsteinsaal, bezeichnet 1850 | Fotos hochladen |

## Rheinbay

### Einzeldenkmäler
| Bezeichnung                            | Lage                                        | Baujahr | Beschreibung                      | Bild            |
| -------------------------------------- | ------------------------------------------- | ------- | --------------------------------- | --------------- |
| Katholische Filialkirche St. Sebastian | Hauptstraße, Ecke St.-Sebastian-Straße Lage | 1897–99 | Schieferbruchsteinsaal, 1897–99   | Fotos hochladen |
| Villa Ludwigsruh                       | südwestlich der Ortslage Lage               | um 1900 | späthistoristische Villa, um 1900 | BW              |

## Weiler

### Einzeldenkmäler
| Bezeichnung                            | Lage                  | Baujahr                              | Beschreibung | Bild                           |
| -------------------------------------- | --------------------- | ------------------------------------ | --- | ------------------------------ |
| Katholische Kirche St. Peter in Ketten | Zur Peterskirche Lage | zweites Viertel des 13. Jahrhunderts | Chor, zweites Viertel des 13. Jahrhunderts, Saalbau, zweite Hälfte des 13. Jahrhunderts, bauzeitlicher Dachstuhl; Dachreiter 18. Jahrhundert; bauliche Gesamtanlage mit Friedhof | weitere Bilder Fotos hochladen |

## Windhausen

### Denkmalzonen
| Bezeichnung               | Lage                                                    | Baujahr | Beschreibung | Bild            |
| ------------------------- | ------------------------------------------------------- | ------- | --- | --------------- |
| Denkmalzone Burg Schöneck | südlich der Ortslage an der Verlängerung der K 120 Lage | um 1200 | 1222 erwähnt, Lehen des Reichsministerialen Philipp von Schöneck, seit der Eltzer Fehde (1331–36) teilweise, seit 1354 ganz trierisch, 1618 zerstört; terrassenförmige Anlage auf Bergrücken: erhalten nur die Ringmauer mit runden Schalentürmen und die vorgelagerte Vorburg sowie zwei Torbögen des Zufahrtswegs; in der Vorburg ehemalige Försterwohnung von 1805; die Hauptburg 1846 und Anfang des 20. Jahrhunderts ausgebaut | Fotos hochladen |

### Einzeldenkmäler
| Bezeichnung                                  | Lage                     | Baujahr                             | Beschreibung                                                       | Bild                           |
| -------------------------------------------- | ------------------------ | ----------------------------------- | ------------------------------------------------------------------ | ------------------------------ |
| Wallfahrtskapelle Zur Schwarzen Muttergottes | Schönecker Straße Lage   | um 1770/80                          | Saalbau, um 1770/80                                                | weitere Bilder Fotos hochladen |
| Wohnhaus                                     | Schönecker Straße 9 Lage | erstes Drittel des 18. Jahrhunderts | Fachwerkhaus, Krüppelwalmdach, erstes Drittel des 18. Jahrhunderts | BW                             |